# Хаджиу, Фатмир

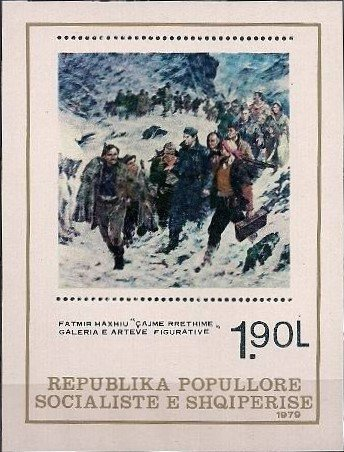
Картина Ф. Хаджиева на почтовой марке Албании 1979

Фатмир Хаджиу (алб. Fatmir Haxhiu; 28 декабря 1927, Гирокастра — 10 марта 2001, Тирана) — албанский художник-баталист, исторический живописец, портретист, гравёр, журнальный график, рисовальщик. Центральной темой всего творчества художника стала военная история его страны, героическая стойкость албанского народа.

## Биография
Фатмир Хаджиу родился 28 декабря 1927 года в Гирокастре, на юге Албании. Его отец происходил из г. Пермети (того же округа); в 1930 году он перевёз семью в Тирану.
В юности Фармир Хаджиу принимал участие в антифашистском сопротивлении в Тиране, организованном Коммунистической партией Албании (1941—1942). В 1943 году он вступил в национально-освободительную армию, воевавшую против фашистов. В очень раннем возрасте, в 1944 году, Фатмир Хаджиу осознал свою солидарность с Союзом антифашистской молодёжи Албании (в Союз входили в том числе такие живописцы и скульпторы, как Садик Кацели (англ.) 1914—2000; Неджедин Займи (англ.) (1916—1991; Кель Кодели (алб.) 1918—2006; Андреа Мана (исп.) 1919—2000).
С ноября 1945 Фатмир Хаджиу учился в Военно-артиллерийской школе (серб.) в Белграде и в Загребе. Вернувшись на родину, служил до 1960 года офицером в армии. Оставил службу, дослужившись до чина армейского подполковника, и полностью посвятил себя изобразительному искусству. Хаджиу оказался в числе первых выпускников только что организованного Высшего института искусств в Тиране (англ.). Дипломная картина «Поход Первого дивизиона на север» (1965) стала в творчестве художника началом большого цикла из более чем 100 крупноформатных картин в батальном и историческом жанрах по мотивам событий истории Албании.
В середине 50-х годов, Фатмир Хаджиу организовал и принялся активно продвигать первую в Албании студию художников-баталистов; поддерживал молодых живописцев и скульпторов выпускников только что (в 1947 году) открытого Художественного лицея в Тиране.
В 1959 Хаджиу впервые принимает участие в национальной выставке живописи (получает вторую премию).
Художник публиковал рисунки в журнале «10 июля» и в газете «Luftëtari» («Воин»). Скульптор Одисе Паскали поддержал молодого художника на первых порах, отметив убеждённость, стремление и талант Фатмира Хаджиу.
Впоследствии сам Хаджиу стал членом Президиума Союза писателей и художников Албании (1966—1969), а также членом комиссии живописи в Государственном комитете Изобразительных искусств Албании и членом Художественного совета Национальной галереи искусств / Galeria Kombëtare e Arteve (алб.). В 1970—1982 годах он входил в аттестационную комиссию Высшего институт искусств (мастерская монументальной живописи).
После смерти единоличного руководителя Албании Энвера Ходжи, и после свержения коммунистического режима, в девяностые годы Хаджиу работал над циклом пейзажей Албании, и снова вернулся к исторической тематике, на этот раз из жизни национального героя Скандербега (1405—1468).

## Произведения Ф. Хаджиу[10]
- «Поход Первого дивизиона на север» (1965, Центральный Дом Армии)
- «Матери» (1973, Посольство Албании в Афинах)
- «Провозглашение Республики» (1976, Президиум Национальной Ассамблеи)